# Línea 9 del Metro de París
La línea 9 del Metro de París une las estaciones de Pont de Sèvres y Mairie de Montreuil. Esta línea, una de las más largas de la red, atraviesa el suroeste, el centro y el este de París.

## Historia

### Fechas clave
- 8 de noviembre de 1922: apertura de la línea entre Trocadéro y Exelmans.
- 27 de mayo de 1923: ampliación Trocadéro - Saint-Augustin.
- 3 de junio de 1923: ampliación Saint-Augustin - Chaussée d'Antin-La Fayette.
- 29 de septiembre de 1923: ampliación Exelmans - Porte de Saint-Cloud.
- 30 de junio de 1928: ampliación Chaussée d'Antin-La Fayette - Richelieu-Drouot.
- 12 de diciembre de 1933: ampliación Richelieu-Drouot - Porte de Montreuil.
- 3 de febrero de 1934: ampliación Porte de Saint-Cloud - Pont de Sèvres.
- 14 de octubre de 1937: ampliación Porte de Montreuil - Mairie de Montreuil.

### Cambios de nombre
- Rond Point des Champs Elysées > Marbeuf - Rond Point des Champs Elysées (1942) > Franklin D. Roosevelt (1946)
- Caumartin > Havre-Caumartin (1926)
- Chaussée d'Antin > Chaussée d'Antin-La Fayette
- Rue des Boulets-Rue de Montreuil > Rue des Boulets (1998)

### Futuro de la línea
Se prevé ampliar la línea al este hasta una nueva estación terminal, Montreuil - Murs à pêches, proyecto inscrito en las fases 2 y 3 (2013–2030) del SDRIF. Esta ampliación permitiría conectar la línea con la línea tranviaria T1 prolongada hasta Val de Fontenay.
También está prevista una ampliación al suroeste hasta Musée de Sèvres con correspondencia con la línea T2 y a Chateau de Versailles con correspondencia con el RER C (2013–2030).

## Trazado y estaciones

### Lista de estaciones
|  |   |  | estaciones                    | municipio                             | correspondencia       |
|  | - |  | ----------------------------- | ------------------------------------- | --------------------- |
|  | o |  | Pont de Sèvres                | Boulogne-Billancourt                  | · (proyecto)          |
|  | o |  | Billancourt                   | Boulogne-Billancourt                  |                       |
|  | o |  | Marcel Sembat                 | Boulogne-Billancourt                  |                       |
|  | o |  | Porte de Saint-Cloud          | XVI Distrito                          |                       |
|  | o |  | Exelmans                      | XVI Distrito                          |                       |
|  | o |  | Michel-Ange - Molitor         | XVI Distrito                          | (→ Gare d'Austerlitz) |
|  | o |  | Michel-Ange - Auteuil         | XVI Distrito                          | (→ Boulogne)          |
|  | o |  | Jasmin                        | XVI Distrito                          |                       |
|  | o |  | Ranelagh                      | XVI Distrito                          |                       |
|  | o |  | La Muette                     | XVI Distrito                          |                       |
|  | o |  | Rue de la Pompe               | XVI Distrito                          | andando               |
|  | o |  | Trocadéro                     | XVI Distrito                          |                       |
|  | o |  | Iéna                          | XVI Distrito                          |                       |
|  | o |  | Alma - Marceau                | VIII Distrito                         | andando               |
|  | o |  | Franklin D. Roosevelt         | VIII Distrito                         |                       |
|  | o |  | Saint-Philippe du Roule       | VIII Distrito                         |                       |
|  | o |  | Miromesnil                    | VIII Distrito                         |                       |
|  | o |  | Saint-Augustin                | VIII Distrito                         | (Saint-Lazare)        |
|  | o |  | Havre - Caumartin             | IX Distrito                           |                       |
|  | o |  | Chaussée d'Antin - La Fayette | IX Distrito                           |                       |
|  | o |  | Richelieu - Drouot            | II Distrito, IX Distrito              |                       |
|  | o |  | Grands Boulevards             | II Distrito, IX Distrito              |                       |
|  | o |  | Bonne Nouvelle                | II Distrito, IX Distrito, X Distrito  |                       |
|  | o |  | Strasbourg - Saint-Denis      | II Distrito, III Distrito, X Distrito |                       |
|  | o |  | République                    | III Distrito, X Distrito, XI Distrito |                       |
|  | o |  | Oberkampf                     | XI Distrito                           |                       |
|  | o |  | Saint-Ambroise                | XI Distrito                           |                       |
|  | o |  | Voltaire                      | XI Distrito                           |                       |
|  | o |  | Charonne                      | XI Distrito                           |                       |
|  | o |  | Rue des Boulets               | XI Distrito                           |                       |
|  | o |  | Nation                        | XI Distrito, XII Distrito             |                       |
|  | o |  | Buzenval                      | XX Distrito                           |                       |
|  | o |  | Maraîchers                    | XX Distrito                           |                       |
|  | o |  | Porte de Montreuil            | XX Distrito                           |                       |
|  | o |  | Robespierre                   | Montreuil                             |                       |
|  | o |  | Croix de Chavaux              | Montreuil                             |                       |
|  | o |  | Mairie de Montreuil           | Montreuil                             |                       |

### Particularidades de la línea

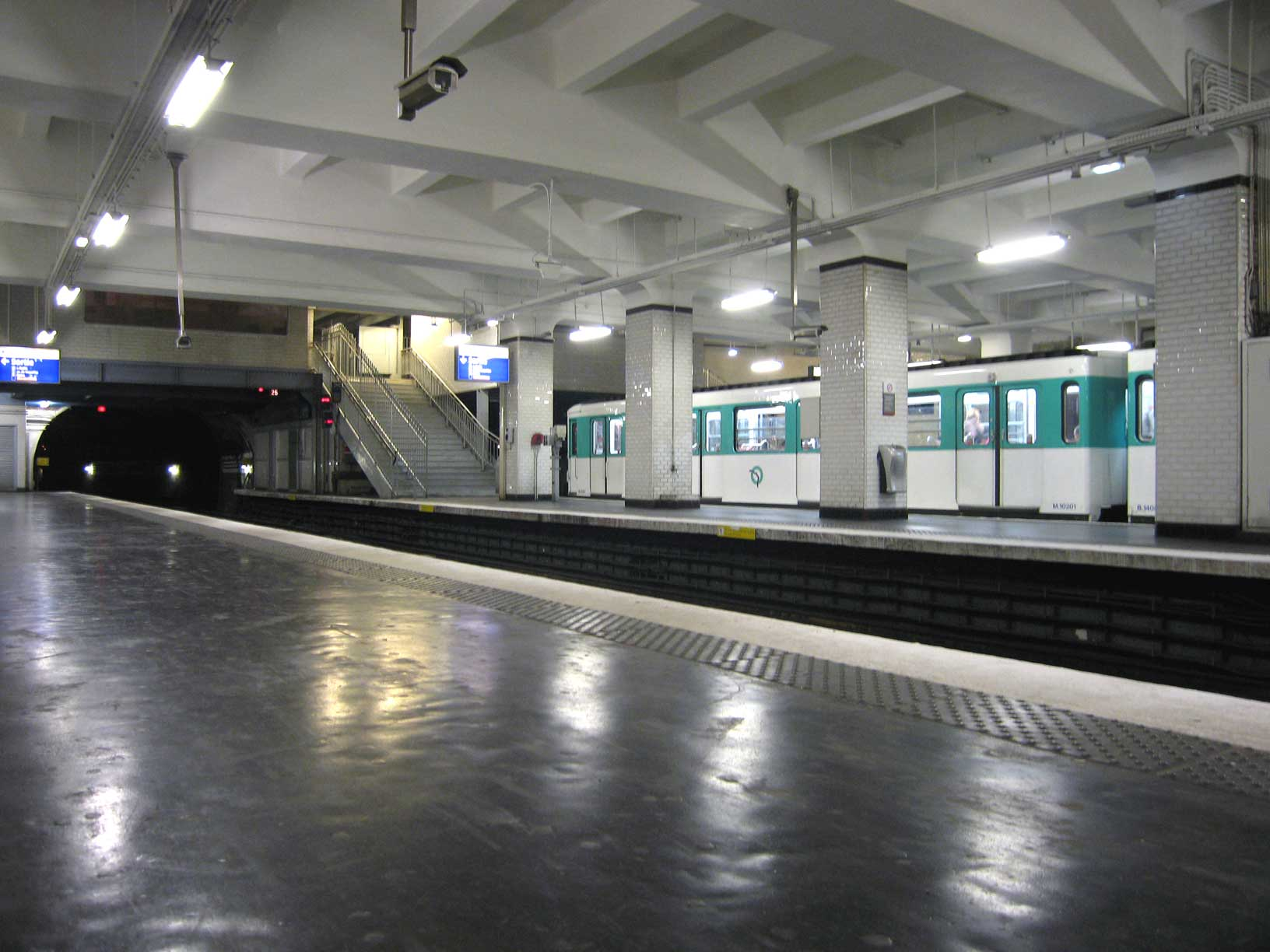
Estación Porte de Saint-Cloud

- La estación Saint-Martin, situada entre Strasbourg-Saint Denis y République está cerrada desde el 2 de septiembre de 1939.
- La línea posee el sistema SIEL que informa del tiempo de espera para los dos próximos trenes.
- La estación Saint-Augustin tiene un andén muy ancho en dirección a Mairie de Montreuil. Este andén estaba antes bordeado por una vía apartadero.
- La estación de Porte de Saint-Cloud, antiguo terminal de la línea (ver imagen) tiene cuatro vías y ha llegado a tener 5. Esto es útil en horas puntas con partidos en el Parque de los Príncipes.

### Talleres y cocheras
El material móvil se guarda y mantiene en las cocheras de Boulogne.

### Enlaces
- Con la línea 10: por la «vía Murat» y la vía de los talleres Molitor enlazados al oeste de la estación de Porte de Saint-Cloud y entre las estaciones de Jasmin y Michel-Ange - Auteuil en punta en la vía dirección Pont de Sèvres.
- Con la línea 6: entre Rue de la Pompe y Trocadéro enlazada en punta con la vía dirección Mairie de Montreuil y a la entrada de Trocadéro unida en talón con la vía dirección Pont de Sèvres.
- Con la línea 8: entre Richelieu - Drouot y République en ambas vías tipo diagonales o bretelles que permiten a los trenes de esta línea usar los apartaderos de la línea 8 al este de République.
- Con la línea 2: entre Nation y Rue des Boulets en talón en la vía dirección Pont de Sèvres.

- Datos: Q50753
- Multimedia: Paris Métro Line 9 / Q50753